# Jet Set Willy II
Jet Set Willy II, sottotitolato The Final Frontier solo sulle copertine, è un videogioco a piattaforme pubblicato nel 1985 per gli home computer Amstrad CPC, Commodore 64, MSX e ZX Spectrum dalla Software Projects. Una versione per Tatung Einstein sembra essere uscita solo in raccolta con Manic Miner. Nel 1986-1987 la Tynesoft lo pubblicò anche per BBC Micro, Acorn Electron e Commodore 16. Infine nel 1992 uscì una versione della Software Projects per Amiga.
È il seguito di Jet Set Willy, di fatto molto simile all'originale, ma con lo scenario abbondantemente ampliato, tanto da potersi considerare un'espansione più che un seguito.
L'edizione per Amstrad CPC usa infatti il titolo Jet Set Willy: Final Frontier in copertina e Jet Set Willy: The Final Frontier a video. Una riedizione economica del 1989 della Ricochet (gruppo Mastertronic), per Amstrad, C64 e Spectrum, usa il titolo di copertina Jet Set Willy: The Final Frontier!. La copertina per Amiga ha il titolo Jet Set Willy ed è in pratica la stessa usata originariamente per altri computer dal primo Jet Set Willy, che non è mai esistito per Amiga.
Nel 2011 la Elite Systems ha pubblicato emulazioni ufficiali della versione Spectrum per iOS. Nel 2017 Derrick Rowson, autore dell'originale per Amstrad e della conversione per Spectrum, ha pubblicato non commercialmente un aggiornamento per Spectrum chiamato Jet Set Willy II+. Esistono giochi intitolati Jet Set Willy III, ma si tratta di varianti amatoriali non ufficiali.

## Modalità di gioco
Il funzionamento generale è lo stesso del primo Jet Set Willy. Lo stesso personaggio monocromatico con cappello a cilindro deve raccogliere tutti gli oggetti lasciati in giro dopo una festa altrimenti la domestica Maria non lo lascia andare a dormire. Willy può soltanto camminare a destra e sinistra e saltare, e deve esplorare uno scenario di molte stanze a schermo fisso collegate in modo non lineare. Molti surreali nemici di ogni genere si muovono in modo schematico. Ogni stanza va affrontata con la giusta strategia e con salti di precisione.
Il numero totale di stanze è ampliato rispetto al primo Jet Set Willy, di solito mantenendo le stesse del predecessore, con piccole differenze estetiche, e aggiungendone molte altre (ad es. nella versione Amstrad CPC si passa da 60 a 134). Oltre ad ampliare l'enorme e surreale magione di Willy, è stato aggiunto un razzo sul tetto che porta a una zona di molte stanze su un'astronave, dove anche Willy cambia aspetto e indossa una tuta da astronauta (nelle versioni BBC ed Electron la zona c'è, ma Willy non cambia aspetto). Nel caso del BBC Micro uscirono due versioni differenti su cassetta e su disco, quella su cassetta ha uno scenario ridotto e costituito prevalentemente dalle sole stanze nuove.
Rispetto a Jet Set Willy sono state fatte anche piccole migliorie generali e correzioni di problemi. L'agilità di Willy è un po' aumentata, in quanto dopo aver fatto un salto in una direzione si può immediatamente saltare nella direzione opposta senza dover rilasciare il pulsante di salto. Teoricamente venne corretto un grave difetto che può causare la perdita a raffica di tutte le vite quando Willy rinasce in un punto sfortunato, tuttavia il problema veniva segnalato come ancora presente almeno nella versione Spectrum.
La tarda conversione per il più potente Amiga si differenzia da tutte le altre, oltre che per la grafica più evoluta, perché non è suddivisa in schermate per stanza, ma si svolge in un ambiente continuo a scorrimento multidirezionale.
Come sistema di protezione dalla copia, almeno nelle prime versioni, il programma utilizza una fitta tabella cartacea di colori, che poteva rappresentare un problema per i daltonici.

## Sviluppo
Dopo il successo di Manic Miner e del successivo Jet Set Willy, la produzione di un altro seguito era d'obbligo, per cui l'editrice Software Projects Ltd. di Liverpool assegnò il compito a Matthew Smith, l'autore originale dei due predecessori su ZX Spectrum. Smith, allora diciottenne, insieme a due colleghi di età simile, fu messo al lavoro in modo autonomo su un gioco chiamato The Megatree, ma i tre non riuscirono nemmeno ad avvicinarsi al completamento nei tempi previsti, inizialmente per Natale 1984, e il progetto fu abbandonato.
Tuttavia si presentò un'altra opportunità con i programmatori Derrick Rowson e Steve Wetherill, il cui primo lavoro alla Software Projects fu convertire Manic Miner e Jet Set Willy per l'allora nuovo Amstrad CPC. Nel caso di Manic Miner i due realizzarono una riproduzione fedele dell'originale per Spectrum, ma nel caso di Jet Set Willy, superate ormai le prime difficoltà e divenuti efficienti, colsero l'occasione per sviluppare una conversione ripulita da vari problemi e molto ampliata con l'aggiunta di numerose stanze, sottotitolata The Final Frontier. Gli ampliamenti erano tali che la Software Projects pensò di commercializzare proprio questa versione come seguito, riconvertendola prima di tutto per lo Spectrum come Jet Set Willy II, compito che fu assegnato allo stesso Derrick Rowson.
Uno dei motivi dietro alla produzione di Jet Set Willy II fu anche la presenza di diversi bug nel predecessore, ad esempio in alcune versioni (Spectrum, Commodore 64, BBC Micro) non era effettivamente possibile arrivare al completamento del primo gioco. Per risolvere i problemi era più conveniente sfruttare la nuova versione che correggere la vecchia, pubblicando una novità piuttosto che una semplice revisione.
Rispetto al primo Jet Set Willy, Rowson riuscì a migliorare e rendere più veloce, oltre che ampliare, anche la conversione di The Final Frontier per Spectrum. Le ulteriori conversioni di Jet Set Willy II per altri computer vennero sviluppate in modo indipendente da altri programmatori.
Di fatto esistono due versioni ufficiali di Jet Set Willy per Amstrad CPC: sia Jet Set Willy: The Final Frontier, corrispondente a Jet Set Willy II (anche se nell'edizione Amstrad non compare il "II"), sia Jet Set Willy, più ridotto e corrispondente al primo Jet Set Willy per Spectrum nell'ampiezza dello scenario. Quest'ultima versione in realtà venne sviluppata per seconda, tagliando le nuove aree che erano state aggiunte in The Final Frontier. Venne realizzata appositamente per essere inserita nella raccolta They Sold a Million della Ocean Software (1985), sempre da Derrick Rowson, perché la Software Projects voleva continuare a vendere separatamente la versione espansa.

## Accoglienza
Le recensioni della critica contemporanea furono variabili, di solito più o meno positive. Il difetto che spesso veniva evidenziato è la poca variazione rispetto al primo Jet Set Willy, che lo rendeva poco conveniente soprattutto per chi possedesse già il predecessore. Ad esempio la rivista Zzap!64 assegnò un giudizio estremamente basso alla versione Commodore 64, ma cambiò in un giudizio sufficiente quando anni dopo recensì una riedizione a basso prezzo.